# عبد الله الصالح
عبد الله الصالح لاعب كرة قدم سعودي ، يلعب حارس مرمى في نادي الزلفي.
كان في نادي العدالة في الأحساء وإنتقل إلى نادي الاتفاق في عام 2011 و لعب معهم حتى 2022.
وانتقل بعدها لنادي الزلفي في عام 2024 م وحقق معه الصعود لدوري يلو

## روابط خارجية
- عبد الله الصالح على موقع Soccerway.com (الإنجليزية)